# Schlumbergera truncata
Nhật quỳnh hay còn gọi tiểu quỳnh, càng cua, lan càng cua (danh pháp khoa học: Schlumbergera truncata) là một loài thực vật có hoa trong họ Cactaceae. Loài này được (Haw.) Moran miêu tả khoa học đầu tiên năm 1953.

## Hình ảnh

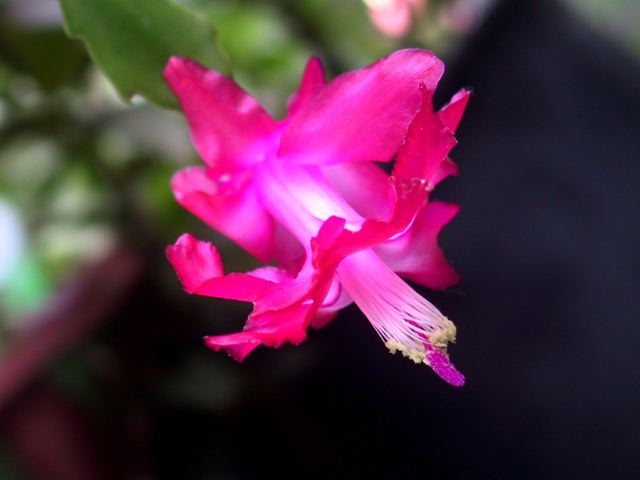